# Lepturges cingillus
Lepturges cingillus là một loài bọ cánh cứng trong họ Cerambycidae. Nó được Monné mô tả năm 1978.